# Andy McCluskey
George Andrew McCluskey (Heswall, Merseyside, 1959. június 24. –) angol énekes, dalszerző, zenész és lemezproducer. Leginkább az Orchestral Manoeuvres in the Dark (OMD) elektronikus zenekar énekeseként és basszusgitárosaként ismert, amelyet Paul Humphreys billentyűssel együtt alapított 1978-ban. McCluskey volt a csoport egyetlen állandó tagja. Több mint 40 millió lemezt adott el az OMD-vel és az elektronikus zene úttörőjeként tartják számon az Egyesült Királyságban. A színpadon McCluskey frenetikus Trainee Teacher Dance táncáról is ismert.
McCluskey zenésztársával Stuart Kershaw-val együtt alapította az Atomic Kitten nevű pop lánycsapatot is, akik az együttes korai éveikben a dalszerzői és producerei is voltak.
Munkáit jelölték az Ivor Novello-, Grammy és a Brit Awards díjakra, számai az Egyesült Királyságban és nemzetközileg is számos slágerlista élére került.

## A kezdetek, pályafutása
Egy munkásotthonban nőtt fel Meolsban. Édesapja, James McCluskey Glasgow-ban született, vasúti munkás volt.
Paul Humphreys-t az Elwyn Road-i Great Meols Általános Iskolában ismerte meg és számos zenekarban játszott vele. McCluskey ezután a Calday Grange Gimnáziumba járt West Kirbyben. Egy időre csatlakozott a Dalek I Love You nevű együtteshez, mint énekes, de rövidesen otthagyta a bandát, mert a saját dalait szerette volna énekelni. McCluskey ismét összefogott Humphreysszel, hogy 1978-ban megalapítsa az OMD-t, mellyel nemzetközi sikereket sikerült elérnie. 1989-ben Humphreys és az együttes többi tagja is kivált a csapatból, McCluskey-val való személyes és kreatív nézeteltérések miatt. McCluskey megtartotta az OMD nevet, majd 1996-ban feloszlatta az együttest. McCluskey több mint 40 millió lemezt adott el az OMD-vel.

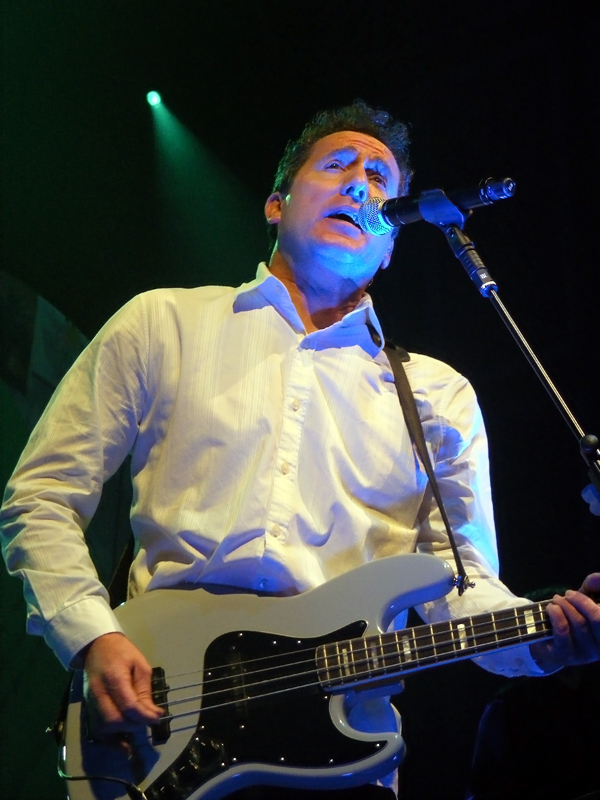
Andy McCluskey 2008-ban

McCluskey egymaga írta az OMD Enola Gay című dalt, amely nemzetközi slágerré vált. A Joan of Arc és a Maid of Orleans Németország legnagyobb példányszámban eladott kislemeze volt 1982-ben. McCluskeyt társszerzője volt a Locomotion; a Talking Loud and Clear; az If You Leave és a Sailing on the Seven Seas című sikeres kislemezeknek is. A Music Week magazin azt állította, hogy McCluskeynak „hatalmas tehetsége van a tökéletes popdalok megírásában”, míg a Debbi Voller a „dallamok mesterének”  titulálta őt. 1993-ban a Smash Hits kritikusa, Mark Frith pedig úgy jellemezte McCluskeyt, mint „valami élő legendát” .
McCluskey-t a zenésztársak is dicsérték. A Kraftwerk egykori tagja, Karl Bartos „kiváló dalszerzőként” jellemezte McCluskeyt, míg a The Teardrop Explodes tagja, David Balfe úgy érezte, munkája „tehetségesebb, mint a legtöbb szerzőé”. A Joy Division és a New Order társalapítója, Peter Hook McCluskey-t „igazán alulértékeltnek minősítette... amiatt, amit az Orchestral Maneuvers-szel művelt, de az Atomic Kittennek írt popdalokért is.” A Human League és a Heaven 17 társalapítója , Martyn Ware a „nagy Andy McCluskey-ra” hivatkozott, és az „elektronikus popzene igazi úttörőjének” nevezte őt.

### Az OMD újjászületése
McCluskey és Humphreys 2005 júniusában újra találkozott az egyik német televízióban és 2006-ban hivatalosan is megreformálta az OMD-t. 2007-ben megtörtént az újjáalapított együttes, (köztük Martin Cooper és Malcolm Holmes) első turnéja, az Architecture & Morality című harmadik nagylemezük megjelenésének huszonhatodik évfordulójára emlékezve.
Az együttes 2008 tavaszán kiadott egy CD-t és DVD-t a Hammersmith Apollo (London) színházbeli élő koncertjéről, a 2007-es újraegyesülési turnéról majd 2008 őszén egy rövid turnéra indult, hogy megünnepelje zenekari életének harminc évét.
Kislemezeikből és videóikból Messages: Greatest Hits címmel jelent meg lemez abban az évben.
2010. szeptember 20-án az OMD kiadta 11. stúdióalbumát, a History of Modernt, amely a legutóbbi Universal után 14 évvel jelent meg. A csoport Souvenir című öt CD-t és két DVD-t tartalmazó válogatás készletét, a teljes életművüket lefedő pályafutási visszatekintést, jelölték a „Legjobb történelmi album” (Best Historical Album) kategóriában a 2021-es Grammy-díjátadón.

### Élő előadása
McCluskey egyszer megjegyezte, hogy az OMD korai időszakában a zenekar munkáját „olyan robotikus intellektuális zeneként fogták fel, amelyre nem lehetett táncolni”. Válaszul kifejlesztett egy színpadi táncstílust, amelyet „mániásnak” és „rángatósnak” neveztek. Míg néhány újságíró – és maga McCluskey is – kritikusan bírálta tánctudását,
A stílus az OMD-rajongók körében népszerűvé vált, így McCluskey kiérdemelte a „Trainee Teacher Dance” (Tánctanár gyakornok) nevet.(Az elnevezés az angol rádiós Dj és és televíziós műsorvezető, kritikustól Stuart Maconie-tól származik). A The Scotsman McCluskey táncát „legendásnak” minősítette, míg a The Times szerint „dicséretet érdemel, amiért az OMD márka szerves részévé tette a táncot... Lehet hibáztatni a képességeit, de nem a fáradhatatlan lelkesedését.”
A ZZ Top rockegyüttes McCluskey táncának elismert csodálója volt, és elemeit beépítették a saját élő showjukba.

## Atomic Kitten
1998-ban McCluskey megalapította az Atomic Kitten nevű brit popcsoportot, amelynek dalszerzőjeként és producereként is szolgált. A Whole Again című daluk, melynek társszerzője McCluskey volt, az első No1 száma lett az Egyesült Királyság kislemezlistáján és dalszerzőtársaival együtt jelölték az Ivor Novello-díjra „Az év nemzetközi slágere” kategóriában.
A dalt Brit Awardsra is jelölték a Legjobb brit kislemez kategóriában. McCluskey a Right Now, a See Ya, az I Want Your Love és a Cradle Atomic Kitten slágerek írója is volt. Második albumuk, a Feels So Good (2002) felvétele közben vált meg az együttestől. 
McCluskey ezt követően megalapította a White Noise lemezkiadót, ahol a liverpooli lánycsapattal, a Genie Queennel dolgozott.

## Egyéb munkái
McCluskey különböző előadókkal is írt dalokat. Néhány munkatársa: Gary Barlow, akivel McCluskey írta a Thrill Me című dalt az Eddie, a sas című 2016-os film zenéjéhez
Karl Bartos társszerzője volt a The Moon & the Sun című dalnak is, amely az OMD 1996-os Universal albumán szerepelt. A Kissing the Machine később átdolgozott formában megjelent az OMD English Electric (2013) albumán.
McCluskey a Fun tagjaival felvette az A Million Stars című dalt a 2015-ös The D Train című film zenéjéhez.
McCluskey tulajdonosa a Motor Museum nevű, liverpooli hangstúdiónak.

## Magánélete
McCluskey barátnője az 1970-es évek végén a The Id együttes bandatársa, Julia Kneale volt. Ő írta a Julia's Song szövegét, amely az OMD névadó debütáló albumán jelent meg 1980-ban. McCluskey később feleségül vette Tonit, akitől két gyermeke született. Az OMD megújításának egyik kiemelkedő oka az volt, hogy gyermekei soha nem látták őt színpadon; 2007-ben ezt mondta: „Boldog voltam, hogy abbahagytam a munkát, hogy a gyerekekkel lehessek, de furcsa módon ők bátorítottak a legtöbbet visszafelé.” 
A pár 2011-ben elvált, és Toni visszatért szülővárosába San Diegoba a gyerekekkel. Fiuk, James McCluskey az azonos nevű vadászgépről elnevezett "MiG 15" együttes alapító tagja, basszusgitárosa és háttérénekese.
Az 1990-es években Dublinban élt.
McCluskey a Liverpool FC támogatója.[63] Emellett megszerezte a Celtic FC rajongását is,glasgowi apja révén.
McCluskey régóta ateista.

## Fordítás
- Ez a szócikk részben vagy egészben  az   Andy McCluskey című angol Wikipédia-szócikk fordításán alapul.  Az eredeti cikk szerkesztőit annak laptörténete sorolja fel. Ez a jelzés csupán a megfogalmazás eredetét és a szerzői jogokat jelzi, nem szolgál a cikkben szereplő információk forrásmegjelöléseként.